# Arnulf II van Beieren
Arnulf II van Beieren (ca. 915 - Regensburg, 22 juli 954), was paltsgraaf van hertogdom Beieren.
Arnulfs vader, Arnulf I van Beieren, had als hertog van Beieren een grote macht en zelfstandigheid gekend. Toen Arnulfs broer Everhard van Beieren in 938 zijn vader zou opvolgen, eiste koning Otto I de Grote een inperking van die rechten. Everhard wilde hier niet mee instemmen en Arnulf steunde zijn broer in diens verzet tegen de koning. Het kwam tot een korte oorlog waarin Everhard en Arnulf door Otto werden verslagen. Everhard ging in ballingschap en Arnulf vluchtte naar zijn bezittingen in Karinthië. Korte tijd later verzoende Arnulf zich met Otto en werd benoemd tot paltsgraaf van Beieren. In 940 bouwde hij een kasteel in Scheyern. In 1123 gaf zijn nakomeling Otto IV van Wittelsbach het niet meer gebruikte kasteel aan de benedictijnen en werd dit de abdij van Scheyern.
In 953 kwam Liudolf, oudste zoon en erfgenaam van Otto en hertog van Zwaben, in opstand tegen zijn vader. Liudolf had machtige bondgenoten in Koenraad de Rode, hertog van Lotharingen, en de aartsbisschop van Mainz. Hertog Hendrik I van Beieren, een zwager van Arnulf, benoemde Arnulf tot zijn stadhouder in Beieren toen hij met het Beierse leger in de richting van Zwaben trok. Voor Arnulf was dit een kans om toch nog hertog van Beieren te worden: hij koos samen met zijn familieleden de kant van Liudolf en kreeg in korte tijd het grootste deel van Beieren in handen. Hij veroverde en verwoestte in december 953 Augsburg en belegerde de bisschop van die stad in zijn kasteel. Begin 954 werd Arnulf echter verslagen door een leger dat de bisschop kwam ontzetten. Invallen van de Hongaren waren voor de meeste opstandelingen aanleiding om de opstand te verlaten en zich met Otto te verzoenen. Liudolf en Arnulf zetten de opstand echter voort, er zijn bronnen die zelfs veronderstellen dat de verbannen Everhard deze Hongaarse "steun" voor de opstand had georganiseerd. Liudolf en Arnulf belegerden Otto in de zomer van 954 in Regensburg. Arnulf werd daar tijdens een uitval gedood.
Arnulf was getrouwd met Judith. Ze kregen de volgende kinderen:
- Berthold (ca. 935 - voor 1000), graaf van Geisenfeld en aan de Boven-Isar. Nam met Arnulf deel aan de opstand van Liudolf, verloor zijn bezittingen en moest zich terugtrekken op de Reisenburg in Zwaben (een bezitting van zijn moeder). Hij zou in 955 nog de Hongaren hebben gewaarschuwd voor de komst van het Duitse leger, dat de Hongaren vervolgens in de slag op het Lechveld zou verslaan. Berthold werd verbannen naar Lotharingen en trouwde daar met een dochter van Frederik I van Lotharingen en Beatrix Capet. Na verloop van tijd kreeg hij weer functies in Beieren en werd uiteindelijk paltsgraaf. In 974 nam hij nog deel aan het complot van Hendrik II van Beieren (hertog) tegen keizer Otto II. In 976 viel hij in ongenade bij Otto II en verloor vrijwel al zijn bezittingen.
- een onbekende dochter, gehuwd met graaf Meginhard aan de Mangfall (een zijrivier van de Inn in Beieren).

## Voorouders
| Voorouders van Arnulf II van Beieren (~915-954) | Voorouders van Arnulf II van Beieren (~915-954)                           | Voorouders van Arnulf II van Beieren (~915-954)                           | Voorouders van Arnulf II van Beieren (~915-954)                           | Voorouders van Arnulf II van Beieren (~915-954)                           | Voorouders van Arnulf II van Beieren (~915-954)                           | Voorouders van Arnulf II van Beieren (~915-954)                           | Voorouders van Arnulf II van Beieren (~915-954)                           | Voorouders van Arnulf II van Beieren (~915-954)                           |
| ----------------------------------------------- | ------------------------------------------------------------------------- | ------------------------------------------------------------------------- | ------------------------------------------------------------------------- | ------------------------------------------------------------------------- | ------------------------------------------------------------------------- | ------------------------------------------------------------------------- | ------------------------------------------------------------------------- | ------------------------------------------------------------------------- |
| Overgrootouders                                 | ? (-) ∞ ? (-)                                                             | ? (-) ∞ ? (-)                                                             | ? (–) ∞ ? (-)                                                             | ? (–) ∞ ? (-)                                                             | Unruoch III (–) ∞ Ava van Monza (-)                                       | Unruoch III (–) ∞ Ava van Monza (-)                                       | ? (-) ∞ ? (-)                                                             | ? (-) ∞ ? (-)                                                             |
| Grootouders                                     | Luitpold van Karinthië (–) ∞ ? (-)                                        | Luitpold van Karinthië (–) ∞ ? (-)                                        | Luitpold van Karinthië (–) ∞ ? (-)                                        | Luitpold van Karinthië (–) ∞ ? (-)                                        | Eberhard van de Sülichgau (–) ∞ Gisela van Verona (-)                     | Eberhard van de Sülichgau (–) ∞ Gisela van Verona (-)                     | Eberhard van de Sülichgau (–) ∞ Gisela van Verona (-)                     | Eberhard van de Sülichgau (–) ∞ Gisela van Verona (-)                     |
| Ouders                                          | Arnulf I van Beieren (880-937) ∞ ca. 890 Judith van Sülichgau (ca. 870-?) | Arnulf I van Beieren (880-937) ∞ ca. 890 Judith van Sülichgau (ca. 870-?) | Arnulf I van Beieren (880-937) ∞ ca. 890 Judith van Sülichgau (ca. 870-?) | Arnulf I van Beieren (880-937) ∞ ca. 890 Judith van Sülichgau (ca. 870-?) | Arnulf I van Beieren (880-937) ∞ ca. 890 Judith van Sülichgau (ca. 870-?) | Arnulf I van Beieren (880-937) ∞ ca. 890 Judith van Sülichgau (ca. 870-?) | Arnulf I van Beieren (880-937) ∞ ca. 890 Judith van Sülichgau (ca. 870-?) | Arnulf I van Beieren (880-937) ∞ ca. 890 Judith van Sülichgau (ca. 870-?) |